# Pseudoholostrophus discolor
Pseudoholostrophus discolor är en skalbaggsart som först beskrevs av Horn 1888.  Pseudoholostrophus discolor ingår i släktet Pseudoholostrophus och familjen skinnsvampbaggar. Inga underarter finns listade i Catalogue of Life.